# Supergrup de la safirina
El supergrup de la safirina és un grup de minerals que, des de l'any 2009, es troba dividit en tres grups (prèviament coneguts com a subgrups): el grup de la safirina, el grup de l'enigmatita, el grup de la rhönita i per altres espècies que no es troben englobades a cap d'aquests tres grups. Rep el nom de la safirina, el primer mineral del supergrup en ser descobert.

## Grup de la safirina
El grup de la safirina està format per quatre espècies minerals: l'addibischoffita, la khmaralita, la safirina i la warkita.
| Espècie         | Fórmula                         |
| --------------- | ------------------------------- |
| Addibischoffita | Ca₂Al₆Al₆O20                    |
| Khmaralita      | (Mg,Al,Fe)16[(Al,Si,Be)₁₂O36]O₄ |
| Safirina        | Mg₄(Mg₃Al9)O₄[Si₃Al9O36]        |
| Warkita         | Ca₂Sc₆Al₆O20                    |

Dues d'aquestes espècies són silicats que cristal·litzen en el sistema monoclínic, la safirina i la khmaralita, i les altres dues són òxids que cristal·litzen en el triclínic.
Segons la classificació de Nickel-Strunz, l'addibischoffita hauria de pertànyer a "04.AB: Òxids amb proporció Metall:Oxigen = 3:4 i similars, amb cations de mida mitja i gran» juntament amb la marokita i la dmitryivanovita. El seu anàleg d'escandi, la warkita, encara no està classificat. Els dos silicats del grup, la safirina i la khmaralita, pertanyen a "09.DH - Inosilicats amb 4 cadenes senzilles periòdiques, Si₄O₁₂» juntament amb els següents minerals: ohmilita, haradaïta, suzukiïta, batisita, shcherbakovita, taikanita, krauskopfita, balangeroïta, gageïta, enigmatita, dorrita, høgtuvaïta, krinovita, makarochkinita, rhönita, serendibita, welshita, wilkinsonita, surinamita, deerita, howieïta, taneyamalita, johninnesita i agrel·lita.

## Grup de l'enigmatita
El grup de l'enigmatita està format per quatre minerals silicats que cristal·litzen en el sistema triclínic: l'enigmatita, la krinovita, la kuratita i la wilkinsonita.
| Espècie      | Fórmula                    |
| ------------ | -------------------------- |
| Enigmatita   | Na₄[Fe2+ 10Ti₂]O₄[Si₁₂O36] |
| Krinovita    | Na₂Mg₄Cr3+ 2(Si₆O18)O₂     |
| Kuratita     | Ca₂(Fe2+ 5Ti)O₂[Si₄Al₂O18] |
| Wilkinsonita | Na₂Fe2+ 4Fe3+ 2(Si₆O18)O₂  |

Segons la classificació de Nickel-Strunz, l'enigmatita, la krinovita i la wilkinsonita pertanyen a "09.DH - Inosilicats amb 4 cadenes senzilles periòdiques, Si₄O₁₂", igual que els altres dos silicats del grup de la safirina. La kuratita encara no està classificada.

## Grup de la rhönita
El grup de la rhönita està format per set minerals silicats que, de la mateixa manera que succeeix amb els components del grup de l'enigmatita, també cristal·litzen en el sistema triclínic: la dorrita, la høgtuvaïta, la leucorhönita, la makarochkinita, la rhönita, la serendibita i la welshita.
| Espècie        | Fórmula                                   |
| -------------- | ----------------------------------------- |
| Dorrita        | Ca₄(Mg₃Fe3+ 9)O₄(Si₃Al₈Fe3+O36)           |
| Høgtuvaïta     | Ca₄[Fe2+ 6Fe3+ 6]O₄[Si₈Be₂Al₂O36]         |
| Leucorhönita   | Ca₂(Mg,Fe3+,Al)₆(Si,Al)₆O20               |
| Makarochkinita | (Ca,Na)₄[Fe2+ 8Fe3+ 2Ti₂]O₄[Si₈Be₂Al₂O36] |
| Rhönita        | Ca₄[Mg₈Fe3+ 2Ti₂]O₄[Si₆Al₆O36]            |
| Serendibita    | Ca₄[Mg₆Al₆]O₄[Si₆B₃Al₃O36]                |
| Welshita       | Ca₄Mg9Sb₃O₄[Si₆Be₃AlFe₂O36]               |

Segons la classificació de Nickel-Strunz, totes aquestes espècies excepte la leucorhönita pertanyen a "09.DH - Inosilicats amb 4 cadenes senzilles periòdiques, Si₄O₁₂", igual que els altres silicats dels grups de la safirina i l'enigmatita. La leucorhönita, és una substància d'origen antropogènic (prové de l'abocador d'unes mines de carbó en flames), i la normativa de l'Associació Mineralògica Internacional no permet aprovar aquestes substàncies com a espècies minerals vàlides.

## Altres membres del supergrup
A banda dels tres grups ja descrits (safirina, enigmatita i rhönita), el supergrup de la safirina està format per altres quatre espècies no englobades en cap dels grups anteriors: la devilliersita, la khesinita i la surinamita, tots tres silicats, i la beckettita, un òxid. La surinamita cristal·litza en el sistema monoclínic i les altres tres espècies en el triclínic.
| Espècie       | Fórmula                        |
| ------------- | ------------------------------ |
| Beckettita    | Ca₂V₆Al₆O20                    |
| Devilliersita | Ca₄Ca₂FeO₄[(FeSi₂)O36]         |
| Khesinita     | Ca₄(Mg₃Fe3+ 9)O₄(Fe3+ 9Si₃)O36 |
| Surinamita    | (Mg,Fe)₃Al₄BeSi₃O16            |

## Jaciments i formació
Tot i que les espècies integrants d'aquests grups no són gaire habituals, han estat descrites en tots els continents del planeta, inclosa l'Antàrtida. La safirina és un component essencial en la formació de la urbainita, una roca que consisteix essencialment en ilmenita i rútil amb menys hematites i safirina que apareix com a dics en una anortosita. L'enigmatita, per la seva banda, és un component essencial de l'apatxita (d'Osan), una varietat de fonolita peralcalina rica en amfíbols sòdics i que conté, a banda d'enigmatita, piroxè sòdic.